# フジコロナ
フジコロナ（Fuji-CORONA）は、東京都板橋区中丸町本社を構え、主に製図用品や精密機器の製造・販売を行っていた会社である。なお、現在は廃業している。
旧社名は「フジコロナ精機」ではなく「フジコロナ精器」である。

## 概要
1978年に「フジコロナ精器株式会社」を設立し計算尺などの製図用品や事務用品の製造・販売を開始する。その後計算尺以外に、測量機器などの精密機器も製造するようになる。1998年には、社名を「株式会社フジコロナ」に変更し、別分野の生活家電などの製造・販売も手掛けるようになった。

### 年表
出典:
- 1945年 - 前身である「富士計器工業株式会社」が計算尺メーカーとして計算尺の製造を甲府市で開始する。
- 1970年 - 高精度の計算尺の目盛技術を基礎にして製図設計用各種スケールの製造に着手。同時に東京営業所にて貿易（輸出業）をスタートさせる。
- 1978年 - 同東京営業所を別法人として新たに「フジコロナ精器株式会社」を設立。なお初代社長は、志渡澤 幸春だった。その後、電卓の普及で当社の主力製品であった計算尺が売れなくなり、製図用品の国内販売並びに輸出の拡大を進めた。
- 1986年 - 測量機器専門分野の協力のもとに自動レベル、レーザー機器等の製造販売に着手する。
- 1990年 - 九州地区の販売拡大のため福岡営業所を設置。
- 1998年 - 社名を「株式会社フジコロナ」に変更する。
- 1999年 - 社名変更に伴い、環境家電製品販売にも着手。販売契約を確立する。
- 2000年 - 環境家電製品販売に伴い、台湾・中国工場と提携する。

## 製品
製図・事務用品、生活家電や精密機器を製造・販売して、主に工具店やホームセンターで販売されていた。

### シャープペンシル（MECHA-PENシリーズ）
- No.200 製図用メカペン - オールステンレス軸。0.3/0.5/0.7/0.9mm
- No.201 製図用メカペン - オールステンレス軸で、内部機構一体化、4mmガイドパイプがついている。0.3/0.5/0.7/0.9mm
- No.205 製図用メカペン - ダブルノック式
- 製図用シャープペンシル - 無地で、軸全体に格子状の装飾がついている。

### 製図用品
- 計算尺
- ボールペン
- 製図セット
- ステンレス定規
- 雲型定規
- 分度器
- 三角スケール
- 拡大縮小器
- 六面体縮尺スケール
- 万能定規ピッチマン
- コンパス - ドイツ製　など

### 精密機器
- SONIN60 超音波距離測定器
- レーザー墨出し器
- オートレベル
- レベル三脚　など

### その他
- 生活用品
- 生活家電 - 冷蔵庫など
- 健康・介護関連商品
- 園芸・電動工具製品
- ペット用品　など

## 営業

### 営業所
- ショールーム - 東京都板橋区中丸町11番2号 APAワコーレビル11F
- アネックスオフィス - 東京都板橋区中丸町9番3号カテリーナ池袋西プラザタワー11F
- 福岡オフィス - 福岡市南区向野1丁目21番11号
- 物流センター - 東京都江東区有明1丁目2番41号 月島倉庫株式会社内

### 主要取引先
- コクヨ株式会社、トラスコ中山株式会社、藤原産業株式会社、株式会社高儀、株式会社プライム、角田無線電機株式会社、吉井電気株式会社　など約100社

### 販売比率
- 輸出 20％
- 国内 80％ （輸入品45％）